# 布拉干薩-保利斯塔
布拉干薩-保利斯塔是巴西圣保罗州的一个市镇。总面积513.589平方公里，总人口136264人，人口密度265.3人/平方公里。